# Öms församling
Öms församling var en församling i Skara stift och i Skövde kommun. Församlingen uppgick 1974 i Skövde församling.

## Administrativ historik
Församlingen bildades 1916 genom en utbrytning ur Skövde (lands)församling och var därefter till 1974 annexförsamling i pastorat med Skövde församling som moderförsamling. Församlingen uppgick 1974 i Skövde församling.

## Kyrkor
Som församlingskyrka användes Skövde kyrka gemensam med Skövde församling.